# セーターティラート
セーターティラート王（1534年 - 1572年）は、ラオスにかつて存在したラーンサーン王国、もしくはタイ北部にあったラーンナータイ王国の16代目の王。本来的にはラオスのラーンサーン王朝の王であったが、母がラーンナータイ王朝の出であったので、後にラーンナータイ王朝の王も兼位するようになった。ビエンチャンを建設し、ラーンナータイ王朝から多くの文化をラオスに輸出した。王は首都に煉瓦壁をめぐらせて防備を施し、エメラルド仏を安置するワット・プラケーオを建立して都城の体裁を整えた。その仏像は、王が即位式を挙げたチェンマイから持ち帰ったものである。また、首都の東北には、仏像を安置してあると伝えられるタート・ルアンを建立した。このビエンチャン建設は、諸外国との貿易の要地としての利用という目的だけでなく、当時インドシナ半島の中央部を脅かそうと狙っていたビルマに対する戦略的要衝の建設という目的もあった。
ラーンナータイ王国がビルマに占領されると、ビルマ軍に捕らえられ殺された。
- ※即位期間について。ラオス側とタイ側の資料で違いが見られる。

## 関連記事
- タイ君主一覧